# Rumunská kuchyně
Rumunská kuchyně je spojením balkánských a středoevropských vlivů a tradic.  Vychází z jednoduché venkovské stravy, používá vepřové, hovězí i skopové maso, častá je sezónní zelenina (rajčata, papriky, dýně, okurky, zelí, lilek). V okolí Dunaje a Černého moře se hojně konzumují ryby. Charakteristickými jídly jsou mămăligă (kukuřičná kaše, podobná polentě) a brynza. Tradiční rumunský sýr je Telemea, který se podobá balkánskému sýru.
V roce 1841 vydali Costache Negruzzi a Mihail Kogălniceanu první rumunskou kuchařku 200 rețete cercate de bucate, prăjituri și alte trebi gospodărești.

## Pokrmy

### Polévky a omáčky
- Ciorbă nebo čorba, hustá polévka s charakteristickou nakyslou chutí, přidává se do ní borș (zkvašené otruby), citrón nebo šťáva z kysaného zelí. Často se dochucuje libečkem a kysanou smetanou.
- Ciorbă de perişoare, ostřejší polévka s masovými knedlíčky
- Ciorbă de burtă, dršťková polévka s česnekem
- Ciorbă de legume, zeleninová polévka
- Supă, čirý vývar
- Mujdei, národní jídlo, pálivá omáčka z rozemletých stroužků česneku a slunečnicového oleje. Podává se k masitým jídlům.
- Zacuscă, národní jídlo, zeleninová pomazánka obsahuje pečený lilek nebo fazole, červené papriky a cibule.

### Jídla
- Mămăligă, národní jídlo, kukuřičná kaše podobná italské polentě. Podává se s brynzou a kysanou smetanou. Může být jako příloha nebo hlavní jídlo.
- Mititei (mici), válečky z mletého masa, které se grilují. Na přípravu se nejčastěji používá hovězí maso, česnek, černý pepř, tymián, koriandr, anýz a saturejku. Podobají se čevapčiči a servírují se s hořčicí a cibulkou.

- Sarmale, vinný nebo zelný list plněný mletým kořeněným masem. Podává se s rýží nebo s kaší mămăligă. Mezi Čechy v Banátu jídlo nazývané sarmi a tradičně pojídané i s bílým domácím chlebem.[2]
- Tochitură moldovenească, dušené vepřové maso se sýrem, česnekem, volským okem. Často se podává s mămăligou.
- Rasol, společně vařené maso, brambory a zelenina. Servíruje se s křenem a omáčkou mujdei.
- Rasol moldovenesc cu hrean, společně vařené kuřecí, vepřové nebo hovězí maso s kysanou smetanou a křenovou omáčkou.
- Frigărui, masové špízy na rožni
- Limbă cu măsline, hovězí jazyk
- Ostropel, kuřecí maso v rajčatové omáčce
- Piftie, vepřová huspenina
- Șnițel, řízek nejčastěji vepřový
- Stufat, dušené jehněčí maso
- Ghiveci, zelenina zapečená nebo dušená s masem. Podobá se bulharskému gjuveci nebo maďarskému leču.
- Impletata, lilek s mletým masem mămăligă
- Chiftele de pește, karbanátky z kapřího masa
- Pateuri, slané šátečky plněné nejčastěji sýrem nebo mletým masem.

- Ardei umpluți, papriky plněné mletým masem, rýží, cibulí a kořením.
- Salată de vinete, salát z grilovaného lilku, slunečnicového oleje a cibule. Obvykle se lilek připravuje na otevřeném ohni, což dodává pokrmu typickou, lehce kouřovou chuť.[2]
- Salát de Boeuf, podávaný obvykle na Vánoce (hodně připomíná český bramborový salát) spolu s vepřovým a celou řadou dalších pochoutek.[2]
- Tocăniță, obdoba guláše.[2]
- Musacă, zapečené maso s lilky, cibulí a rajčaty.[2]
- Fazole bătută, fazolová kaše.
- Covrigi, preclíky. Typické rychlé občerstvení. Sypané solí, mákem či sezamem, ale také plněné sladkou marmeládou, tvarohem nebo slanou náplní.[2]

### Uzeniny a sýry
- Sângerete, jelito (vánoční jídlo)
- Drob de miel, jehněčí vnitřnosti (velikonoční jídlo)
- Pastramă, uzené maso

- Salam de Sibiu, salám podobný uheráku
- Urdă, ovčí sýr
- Bulzul, mămăligă zapečená se sýrem
- Brynza, ovčí sýrjehož jméno je rumunského původu. Rumunští pastevci ho rozšířili po celých Karpatech až po Beskydy.[2]

### Sladká jídla
- Cozonac, buchta s ovocnou náplní nebo marmeládou
- Plăcintă, tvarohový koláč
- Papanași, smažené koblihy polité džemem a kysanou smetanou
- Chalva, orientální sladkost, podobá se tureckému medu

- Clătită, oblíbené tenké palačinky plněné slanými i sladkými náplněmi
- Gogoși, sladkost ze smaženého těsta.[2]
- Rahat, sladkost podobná želé, lepivé kostičky obalené v práškovém cukru
- Krtöskalács, u nás známý jako trdelník.

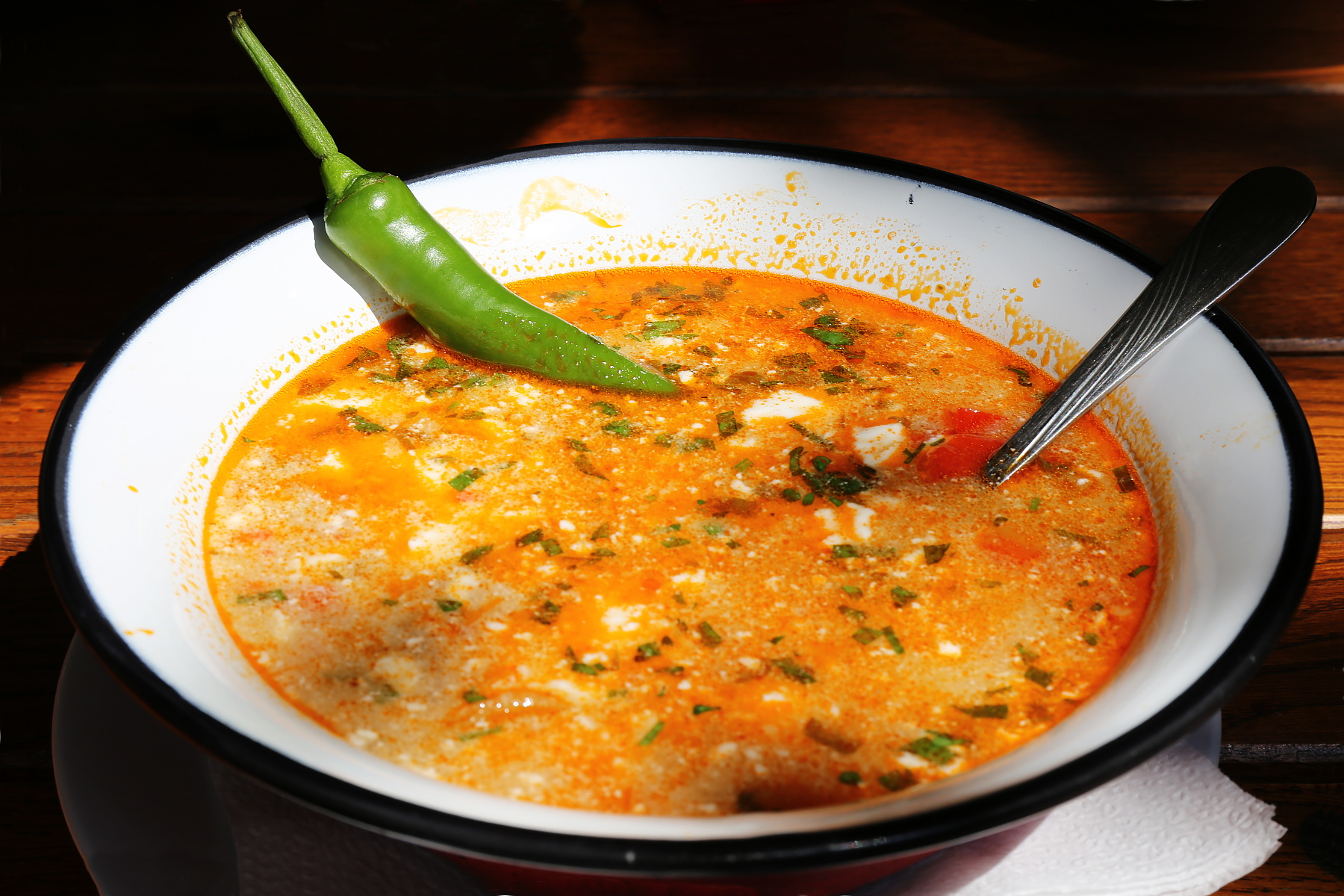
Polévka Ciorbă
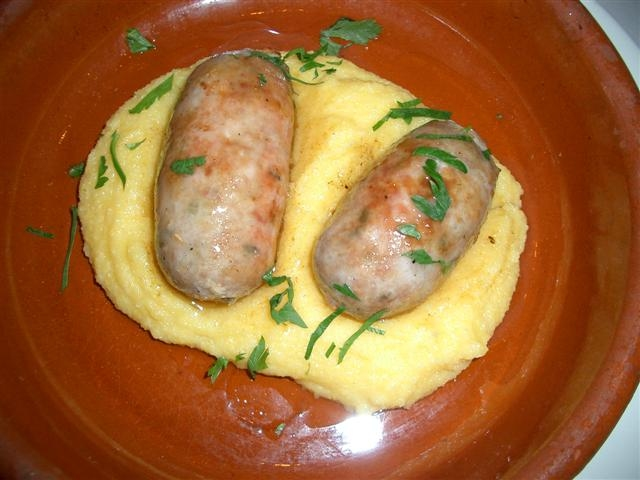
Mămăligă s mititei
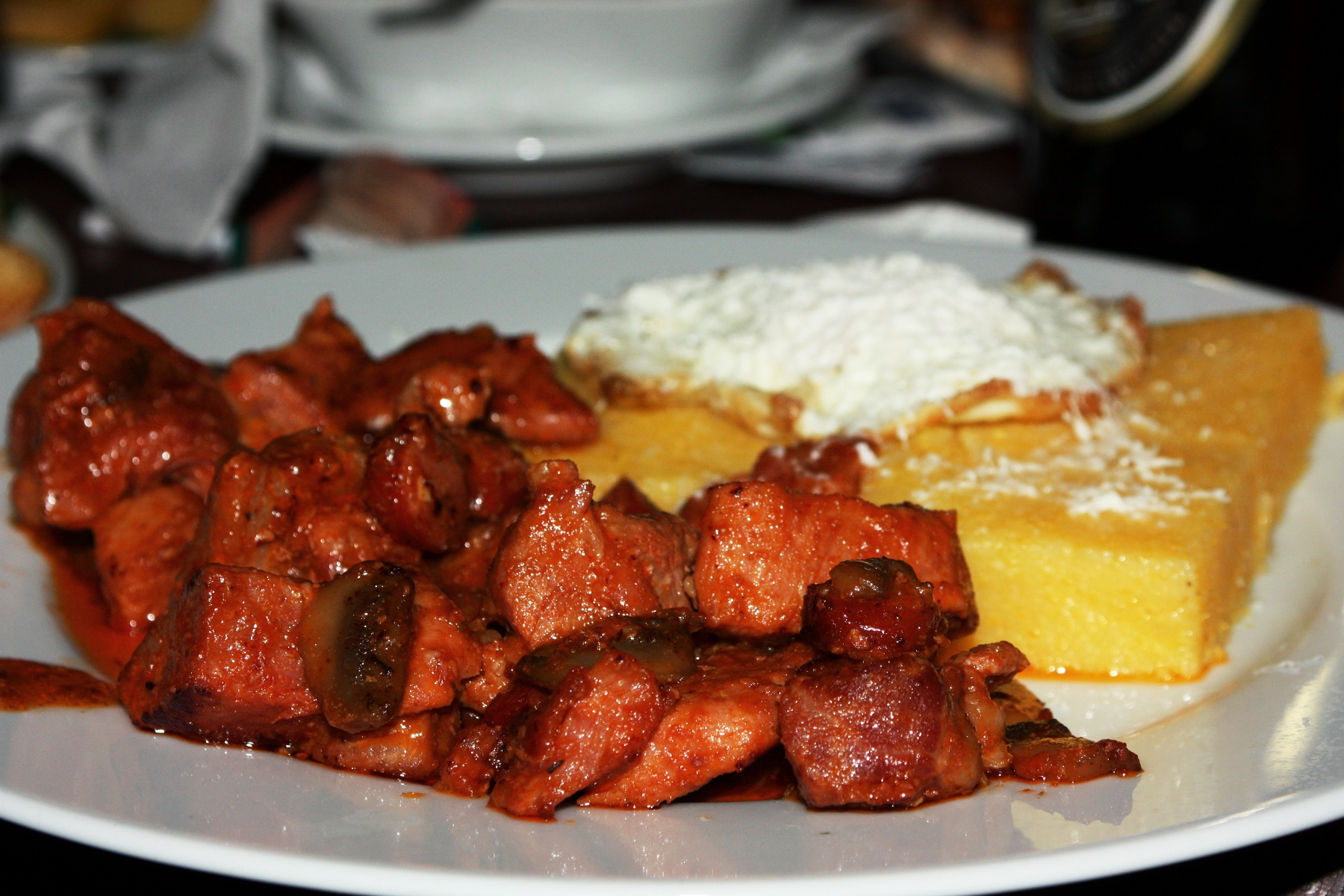
Tochitură moldovenească
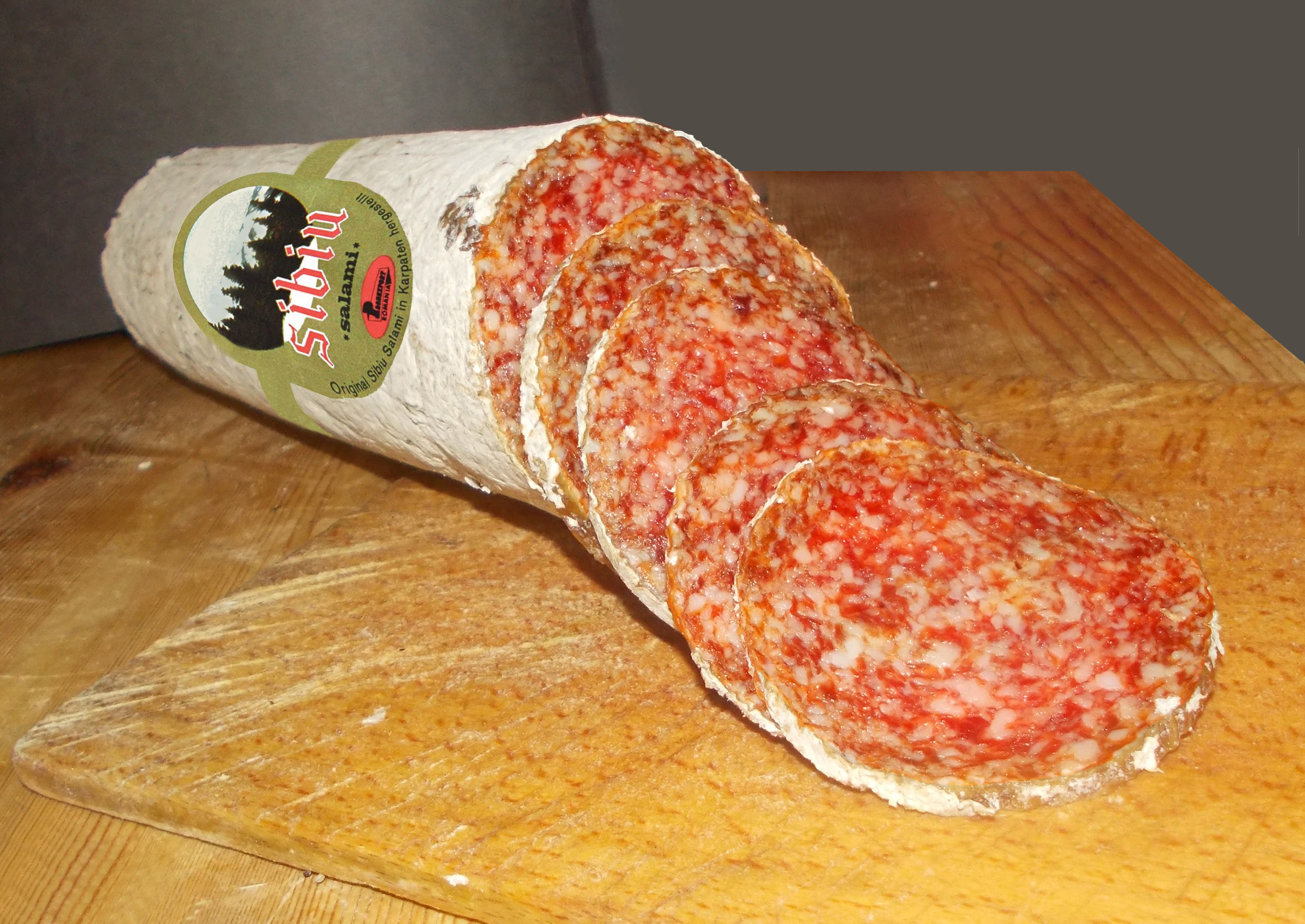
Salam de Sibiu
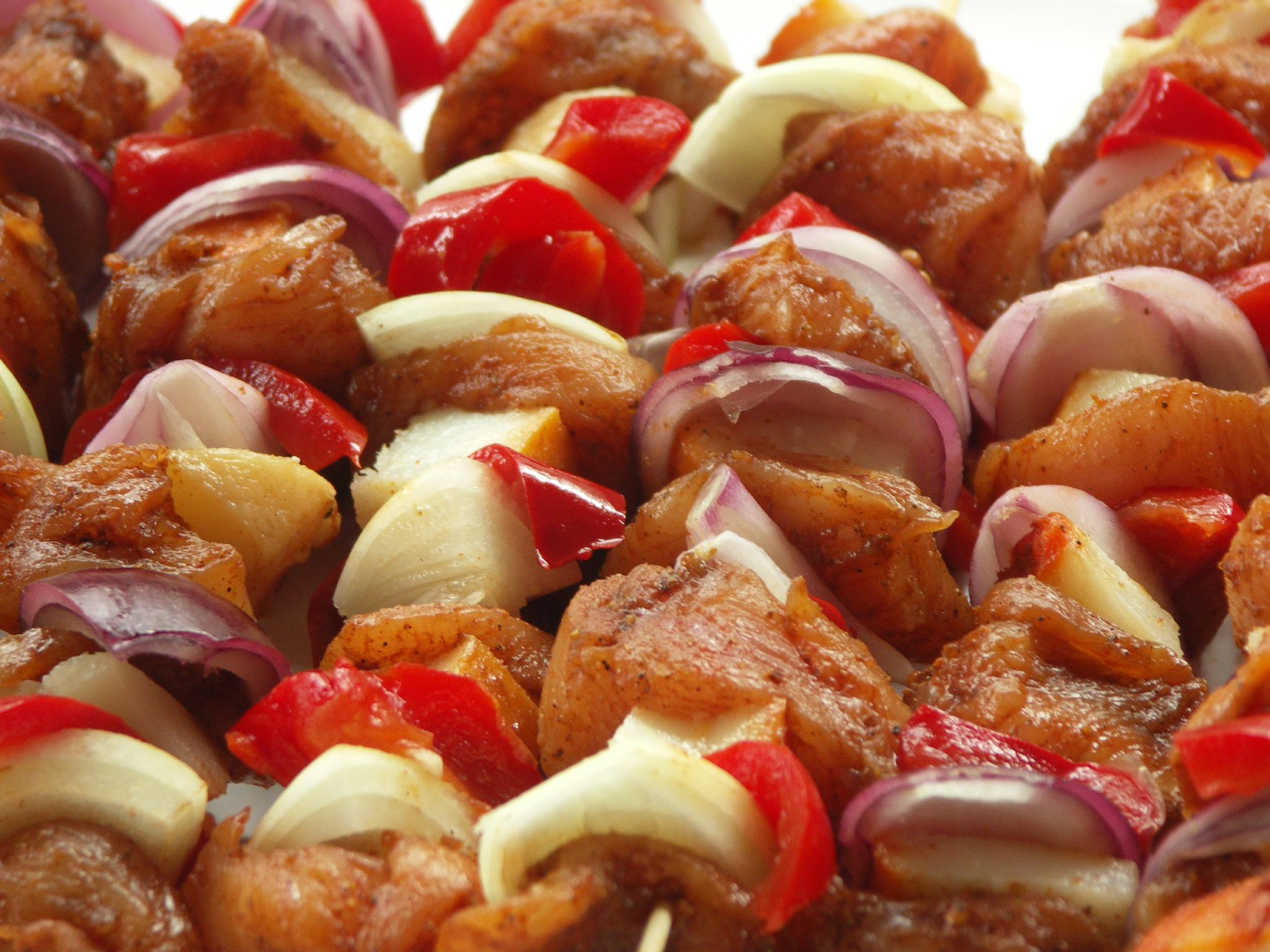
Frigărui, kebab v rumunském stylu
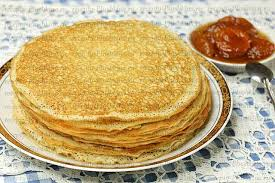
Palačinky

## Nápoje

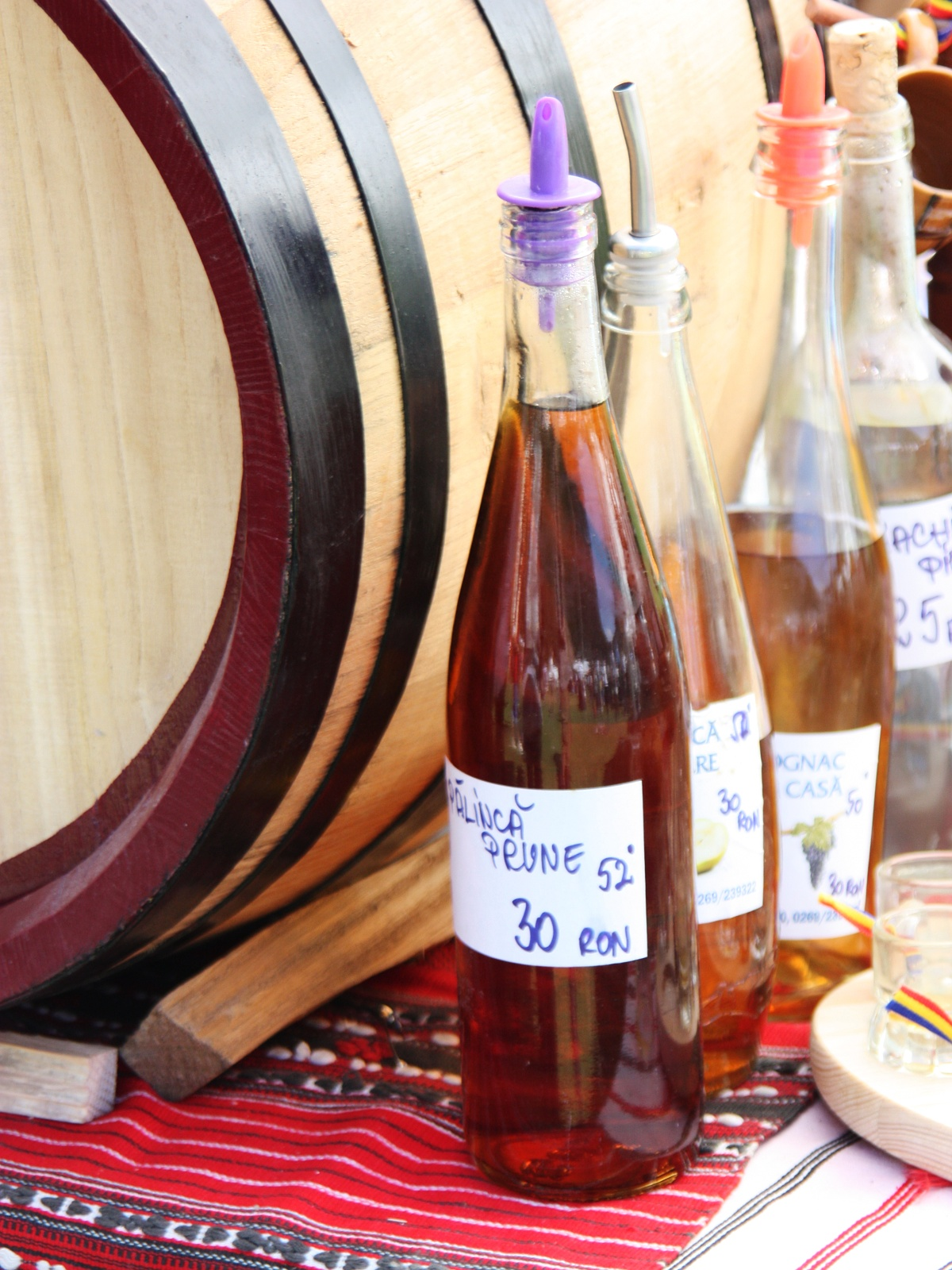
Rumunské pálenky

- Víno, oblíbený nápoj, typickými odrůdami jsou Fetească, Murfatlar, Kadarka a Cabernet Sauvignon. Vína jsou obvykle hodně silná se zbytkovým cukrem. Červené víno se označuje negru nebo roşu, bílé alb, suché sec, sladké dulce a šumivé spumos. Rumunsko má 300 000 hektarů vinic. Původní rumunskou odrůdou je Fetească neagră.[2]

- Pivo, další oblíbený nápoj, místní značky Silva, Ciuc a Ursus.
- Țuică, rumunská pálenka ze zkvašeného ovoce
- Palincă, dvakrát destilovaná pálenka z ovoce, obsah alkoholu 50-60 %
- Rachiu, brandy, vinný destilát
- Afinată, borůvkový likér
- Bragă, slabě alkoholický nápoj z kvašené kukuřice, jako turecká boza
- Mazgram, sladká ledová káva